# Ammoniumbituminosulfonat

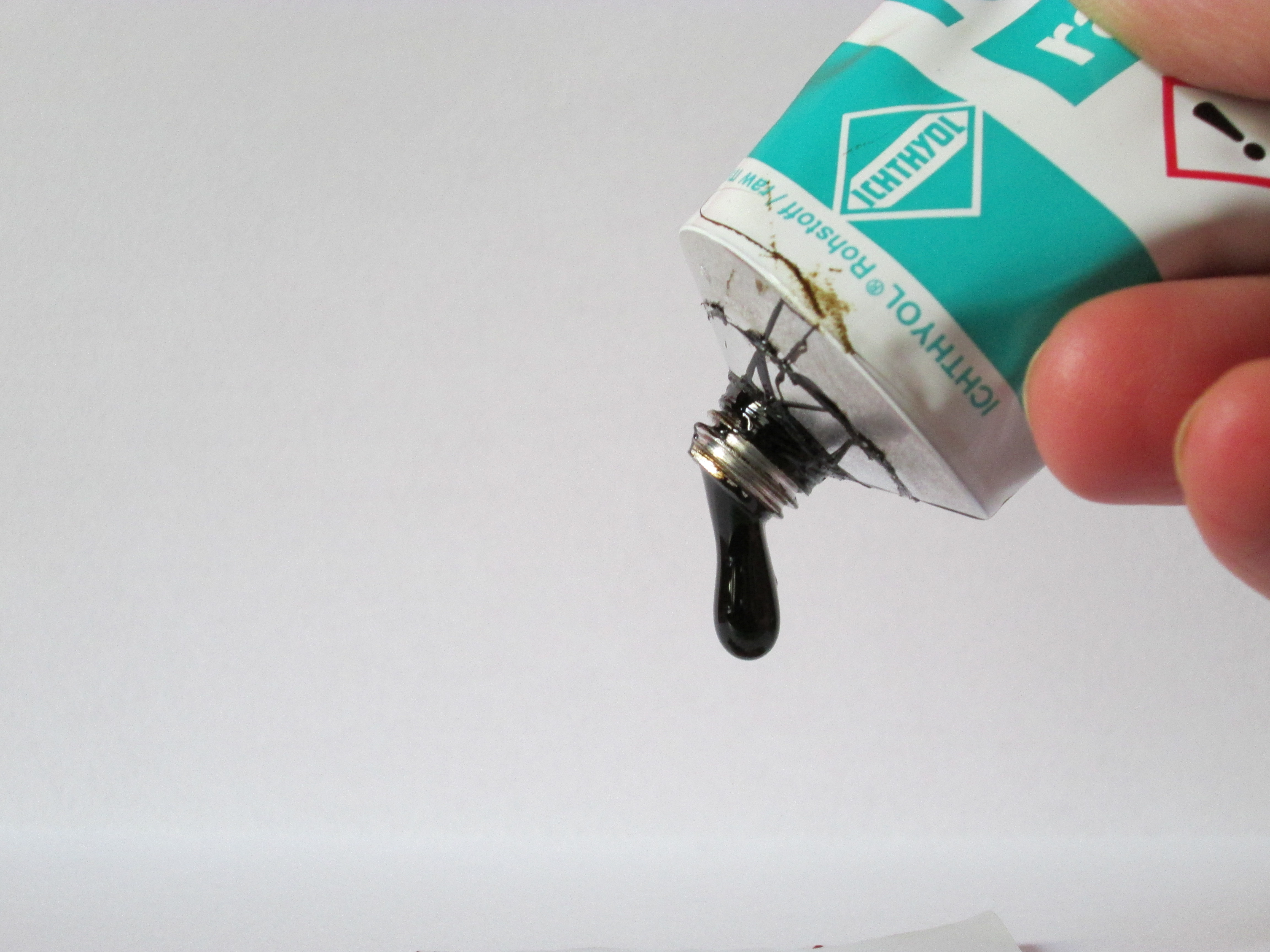
Reines Ammoniumbituminosulfonat ist eine viskose, schwarze Flüssigkeit

Ammoniumbituminosulfonat (Synonym: Ichthammol) ist eine organisch-chemische Verbindung. Der Stoff wird in der Medizin als Wirkstoff für die Behandlung einiger Formen von Hautkrankheiten, Prellungen, Verstauchungen und Arthrose verwendet.

## Synthese
Es entsteht im ersten Schritt durch trockene Destillation von kerogenreichem Ölschiefer, einem Erdölmuttergestein, in dem durch anoxische Bedingungen eine Anreicherung von organischem Material – vorwiegend aus abgestorbenem Phytoplankton – stattfand. Aus der Sulfonierung und nachfolgenden Neutralisation bestimmter Fraktionen des rohen „Schieferöls“ (vgl. Tiroler Steinöl) mit Ammoniak resultiert Ammoniumbituminosulfonat als Sulfonat-Salz in wässriger Lösung.
Wird die Neutralisation mit Natriumhydroxid durchgeführt, entsteht ein ähnliches Produkt, das Natriumbituminosulfonat.

## Eigenschaften
Ammoniumbituminosulfonat ist ein Vielkomponentengemisch, zum Großteil aus sulfonierten Thiophenderivaten. Im Gegensatz zu Teeren (Steinkohlenteer) sind polycyclische aromatische Kohlenwasserstoffe (PAK) nur in geringen Spuren enthalten. Aus einer Elementaranalyse berechneten Eugen Baumann und Carl Schotten 1883 eine chemische Formel für den mit Natriumhydroxid-Lösung neutralisierten Wirkstoff. Paul Gerson Unna wies 1897 darauf hin, dass trotz der Übereinstimmung der Elementaranalyse mit der Formel das Ammoniumbituminosulfonat ein „kompliziert zusammengesetzter Körper“ sei. 
Für die pharmazeutische Verwendung gibt es zwei Qualitäten, das im europäischen, amerikanischen und japanischen Arzneibuch spezifizierte dunkle Ammoniumbituminosulfonat („Ichthammol“ Ph. Eur., „Ichthammol“ USP, „Ichthammol“ JP) und das helle Ammoniumbituminosulfonat (monographiert als „Helles Ammoniumbituminosulfonat“ DAC im Deutschen Arzneimittel-Codex). Dunkles Ammoniumbituminosulfonat ist eine dickflüssige schwarz-braune Flüssigkeit. Sie ist mischbar mit Wasser und mit Glycerol und schwer löslich in Ethanol 96 % und in fetten Ölen. Das europäische Arzneibuch fordert für den Gehalt organisch gebundenen Schwefels mindestens 10,5 % (bezogen auf die getrocknete Substanz). Ein vergleichbarer Stoff mit dem Namen Ammoniumsulfobitol (Tumenol-Ammonium) wurde aus den schwefelarmen Schieferölen der Grube Messel gewonnen und bis 2000 als Rezeptursubstanz vertrieben.
Die helle Variante wird durch milde Sulfonierung (und hat dadurch einem geringeren Sulfatschwefelgehalt) gewonnen und ist wesentlich dünnflüssiger. Sie hat wenig Bedeutung in der Praxis. Ein weiteres Salz des hellen Schieferöls ist das Natriumbituminosulfonat.

## Verwendung
Der Stoff wird in der Medizin als Arzneistoff für die Behandlung einiger Formen von Hautkrankheiten wie Akne, Ekzeme, Furunkeln, Schuppenflechte, aber auch von Prellungen, Verstauchungen, Arthrose verwendet. Der in Arzneibüchern monographierte Wirkstoff (u. a. Europäisches Arzneibuch Ph. Eur. und Amerikanisches Arzneibuch USP) wird im Allgemeinen in einer sogenannten Zugsalbe mit 10-, 20- oder 50-prozentigem Massenanteil verwendet, wodurch diese zu einer „schwarzen Salbe“ wird. Ihre dermatologische Wirkung entdeckte der deutsche Arzt Paul Gerson Unna.

## Handelsnamen
Rezeptursubstanz
Ichthyol (dunkles Ammoniumbituminosulfonat), Leukichtol (helles Ammoniumbituminosulfonat)
Monopräparate
Ichtho Bad (D), Ichtholan (D, A, CH), Schwarze Salbe Lichtenstein (D), Thiobitum (D), Zugsalbe effect (D).
Kombinationspräparate
Aknederm Salbe neu (D), Bad Schallerbacher Rheuma- und Gichtsalbe (A), Delta-Hädensa (A), Hädensa (A), Inotyol (A), Ischler Hämorrhoidensalbe (A), Ischler Zug- und Abszess Salbe (A), Lindosan (A)